# Яскраві інфрачервоні галактики
Яскраві інфрачервоні галактики (англ. Luminous Infrared Galaxies, LIRGs) — це галактики зі світностями понад 1011 L☉. Ці галактики більш поширені, ніж галактики зі спалахом зореутворення, сейфертівські галактики та квазари схожої світності. Інфрачервоні галактики випромінюють більше енергії у інфрачервоному діапазоні, ніж на всіх інших довжинах хвилі разом. Світність LIRG становить 100 мільярдів світностей Сонця.
Галактики зі світностями понад 1012 світностей Сонця мають назву надяскраві інфрачервоні галактики (англ. Ultra-Luminous Infrared Galaxies, ULIRGs). Багато LIRGів та ULIRGів демонструють процеси взаємодії галактик (злиття, порушення структури). Багато з галактик цих типів народжують понад 100 зір на рік (наша галактика народжує близько одної зорі на рік).
Яскравішими ніж ULIRG є гіперяскраві інфрачервоні галактики (англ. Hyper-Luminous Infrared Galaxies, HLIRG), а найяскравішими інфрачервоними галактиками є екстремально яскраві інфрачервоні галактики (англ. Extremely Luminous Infrared Galaxies, ELIRG).

## Походження та еволюція LIRG
За спостереженнями, інфрачервоні галактики — це багаті на міжзоряний газ галактики з одним спіральним рукавом. Їх яскравість в інфрачервоному діапазоні пояснюється переважно процесами зореутворення в них. Однак яскравість частини галактик викликається активним галактичним ядром, які існують у компактних регіонах в центрах галактик та мають вищу за звичайну яскравість. Випромінювання від активних галактичних ядер спостерігались на всіх довжинах хвиль — радіо, інфрачервоних, видимих, ультрафіолетових, рентгенівських та гамма. Ці види галактик були відкриті 1983 року за допомогою IRAS. У деяких випадках яскравість LIRG може викликатись обома джерелами — спалахом зореутворення та активним галактичним ядром.
Інфрачервоні галактики випромінюють більше енергії в інфрачервоній частині спектру, невидимій неозброєному оку. Енергія випромінення LIRG порівнювана з енергією квазара, які раніше вважалися найенергійнішими об'єктами Всесвіту.
З Землі не видно видимого світла від цих галактик через велику кількість міжзоряного газу в них, який поглинає більшість видимого світла та перевипромінює його в інфрачервоному діапазоні. Велика кількість дуже яскравих галактик у Всесвіті, таких як LIRG, мають активну чорну діру. Також LIRG спостерігаються на щільніших ділянках космосу, ніж тьмяніші галактики.

## ULIRG

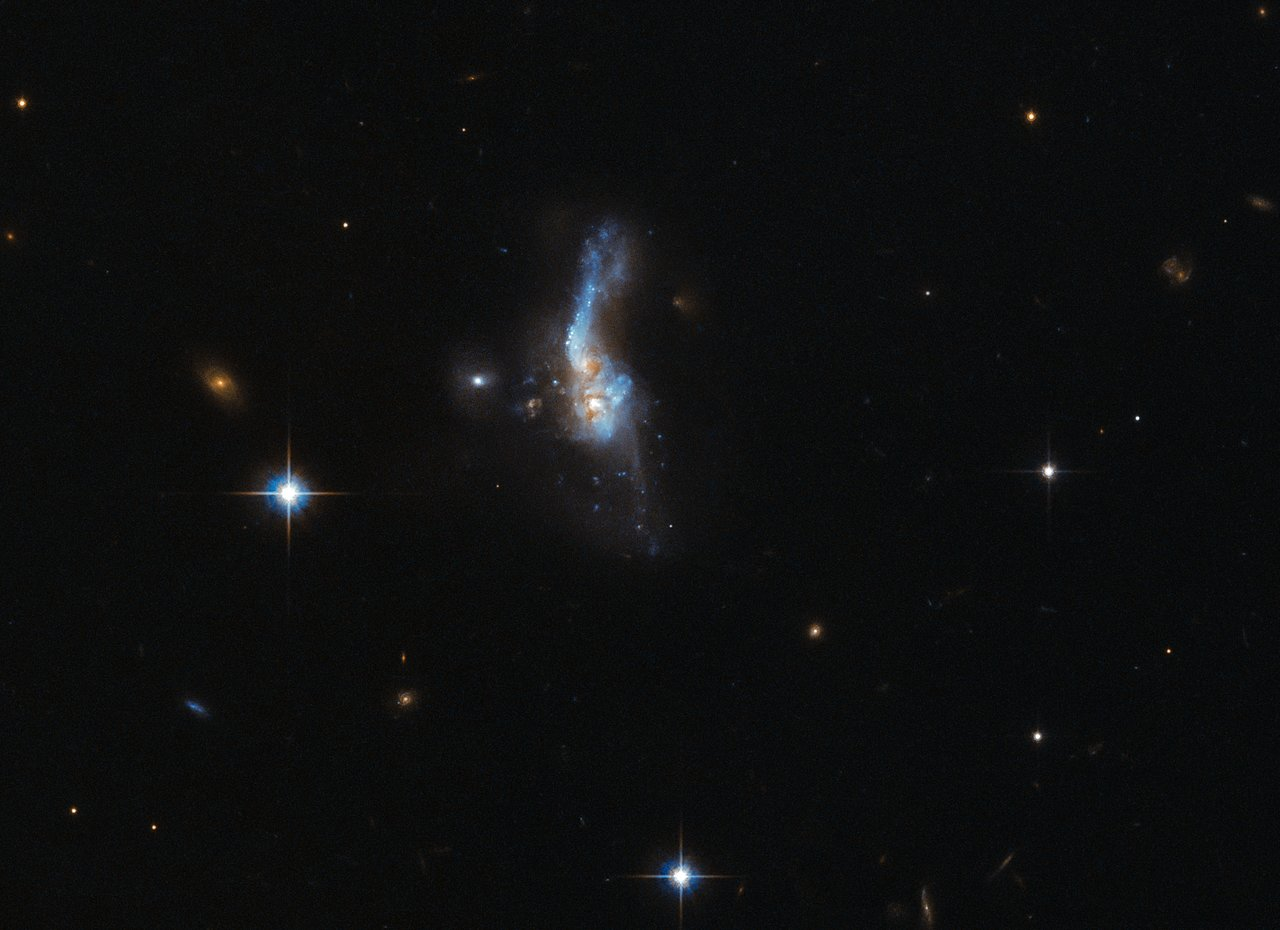
IRAS 14348-1447 — надяскрава інфрачервона галактика, розташована на відстані понад 1 млрд. світлових років від нас.

LIRGи також можуть ставати надяскравими інфрачервоними галактиками (англ. Ultra Luminous Infrared Galaxys, ULIRG) але не існує якоїсь часової шкали, оскільки не кожен LIRG стає ULIRG, у розрахунках застосовується класична механіка, а обмеження не зовсім приблизні. Дослідження показали, що в ULIRG більша ймовірність існування активного галактичного ядра, ніж у LIRG
За одним з досліджень, ULIRG є просто частиною еволюційного процесу злиття галактик. Тобто дві чи більше спіральних галактик (що складаються з плаского диску з зір, газу та пилу та центрального балджа) формують ранню стадію нової галактики, що утворює LIRG. На пізній стадії злиття вона перетворюється на ULIRG. Потім вона стає квазаром, а у фінальній стадії злиття — еліптичною галактикою. Одним зі свідчень на користь цього є те, що в еліптичних галактиках зорі набагато старші, ніж на раніших стадіях еволюції галактик.

## HyLIRG
Надяскраві інфрачервоні галактики (Hyper luminous Infrared Galaxies, скорочені як HyLIRG, HiLIRG чи HLIRG) вважаються одними з найяскравіших тривалих об'єктів у Всесвіті, які демонструють надзвичайно високий ступінь зореутворення та більшість з яких мають активні ядра галактик. Вони визначаються як галактики з світністю понад 1013 L⊙, на відміну від менш яскравої популяції ULIRG (L = 1012 – 1013 L⊙). HLIRG були вперше ідентифіковані при повторних спостереженнях місією IRAS.
Галактика IRAS F10214+4724 типу HyLIRG, яку гравітаційно лінзує розташована ближче еліптична галактика, вважалась одним з найяскравіших об'єктів у Всесвіті, з власною світністю ~ 2 × 1013 L⊙. Вважається, що болометрична світність цієї HLIRG ймовірно підсилюється гравітаційним лінзуванням на фактор ~30.
Більшість (~80%) спектру у середньому інфрачервоному спектрі таких об'єктів є випромінення активного ядра галактики. Однак і зореутворення є значною частиною випромінення у всіх відомих об'єктах з середнім відсотком ~30%. Швидкість зореутворення у HLIRG, згідно досліджень, може досягати ~ 3×102 – 3×103 M⊙ на рік.

## ELIRG
Відкрито 20 екстремально яскравих інфрачервоних галактик (ELIRG). Їх не було відкрито раніше через велику відстань до них і те, що міжзоряний пил перетворює видиме світло в інфрачервоне.
Висунуто три припущення масивності чорних дір в центрі ELIRGів:
- перше — новонароджені чорні діри можуть бути масивнішими, ніж вважалось можливим.
- друге — межа Еддінгтона була перевищена. Коли чорна діра «харчується», газ падає на неї та нагрівається, випускаючи світло. Тиск цього світла виштовхує газ назовні, обмежуючи швидкість поглинання речовини чорною дірою. Якщо чорна діра подолала цю межу, вона теоретично може швидко збільшуватись у розмірі. Подолання цієї межі чорними дірами вже спостерігалось; але чорній дірі у дослідженні потрібно було б неодноразово подолати цей ліміт, щоб стати настільки великою.
- третє — чорні діри можуть оминати цей ліміт, поглинаючи газ швидше, ніж вважалося можливим, якщо чорна діра повільно обертається. Якщо вона обертається повільно, вона не так сильно відштовхуватиме газ, і, відповідно, може поглинати газ швидше, ніж чорна діра, яка обертається швидко. Масивні чорні діри у ELIRG можуть поглинати речовину довший період.

Екстремально яскрава інфрачервона галактика WISE J224607.57-052635.0. зі світністю у 300 трильйонів світностей Сонця була відкрита WISE і станом на травень 2015 стала найяскравішою з відомих галактик. Галактика WISE J224607.57-052635.0. віддалена від Землі на 12,5 млрд світлових років. Чорна діра в її центрі мала масу мільярди мас Сонця, коли Всесвіт мав вік лише 1,3 мільярди років (10 % сучасного).

## Спостереження

### IRAS
1983 року супутник IRAS здійснив перший огляд усього неба в далекому інфрачервоному діапазоні. Під час десятимісячної місії було спостережено понад 250 000 космічних джерел інфрачервоного випромінення. До огляду потрапило десятки тисяч галактик, багато з яких — вперше. Пізніше стало зрозуміло, що зростання кількості відомих галактик було спричинено тим, що LIRGи випромінюють більшість своєї енергії в далекому інфрачервоному світлі. Іх використанням IRAS науковці змогли визначити світність відкритих галактичних об'єктів. 

### GOALS
Огляд LIRGів усього неба Великими обсерваторіями (англ. Great Observatories All-sky LIRG Survey, GOALS) — це дослідження на багатьох довжинах хвиль яскравих інфрачервоних галактик, яке об'єднує спостереження за допомогою Великих обсерваторій NASA та інших наземних та космічних телескопів. Огляд використовує інформацію від Спітцера, Габбла, Чандри та GALEX щодо обраних 200 яскравих інфрачервоних галактик у доступному всесвіті., серед них близько 180 LIRGів та понад 20 ULIRGів. Включені до GOALS LIRGи та ULIRGи включають повний набір спектральних типів ядра (активні галактичні ядра типу 1 та типу 2, LINER та спалахи зореутворення) та стадій взаємодії (повні злиття, часткові злиття та ізольовані галактики).

## Список
Варті уваги LIRG, ULIRG, HLIRG, ELIRG
| Галактика                 | Тип   | Світність | Сузір'я   | RA             | DEC            | Примітки                                                       |        |
| ------------------------- | ----- | --------- | --------- | -------------- | -------------- | -------------------------------------------------------------- | ------ |
| WISE J224607.57-052635.0. | ELIRG |           |           | 22г 46х 07.57с | -05° 26′ 35.0″ | Відкрита у 2015 році, найяскравіша з галактик, відомих на 2015 | [ 17 ] |
| II Zw 96                  | LIRG  |           |           |                |                | злиття двох галактик                                           |        |
| NGC 6240                  | ULIRG |           | Ophiuchus |                |                | добре досліджена розташована неподалік інфрачервона галактика  |        |
| IC 1127                   | ULIRG |           |           |                |                | найближча ULIRG, процес злиття двох галактик                   |        |

## Галерея зображень

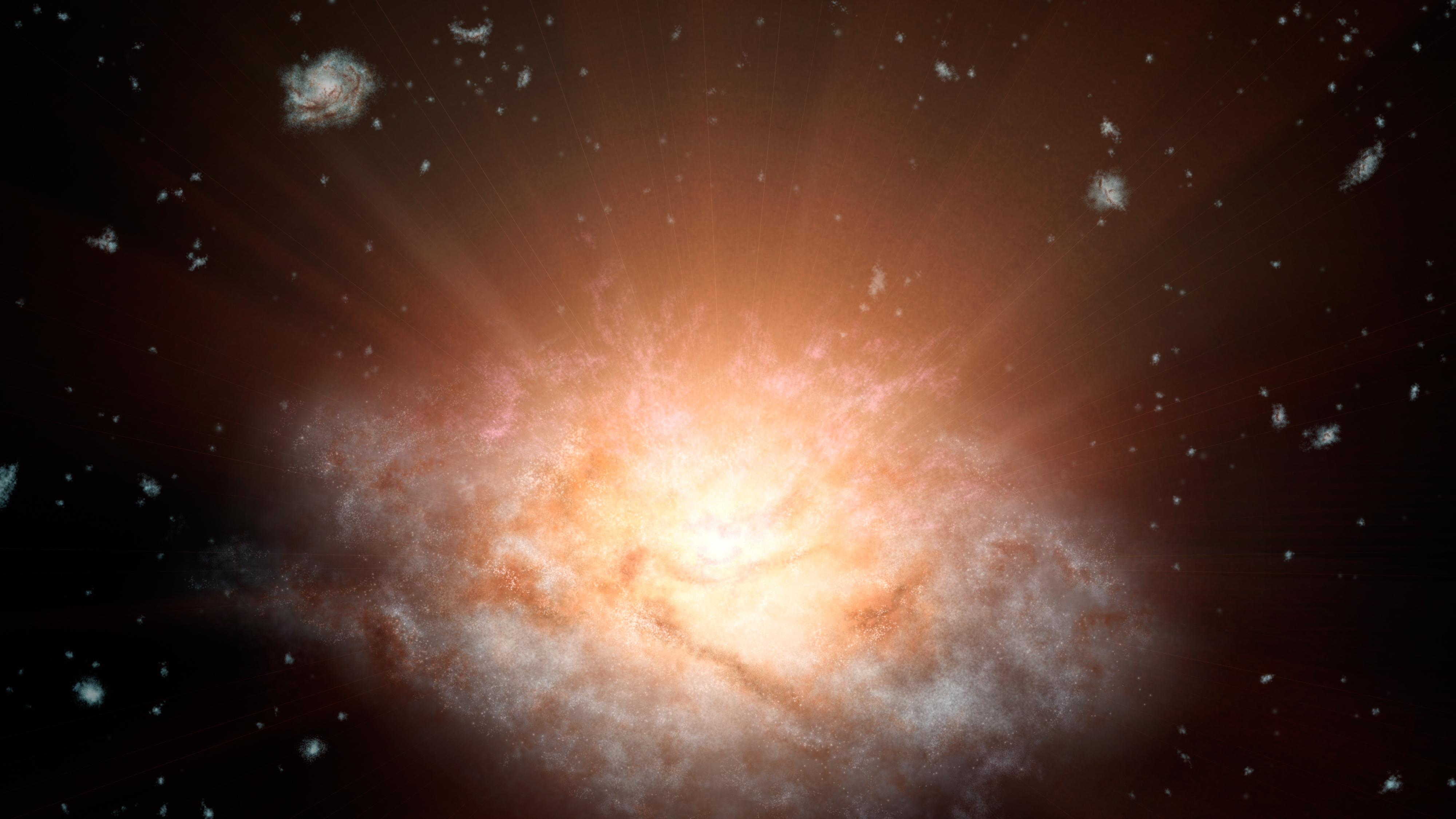
Уявлення художника про WISE J224607.57-052635.0, найяскравішу галактику.
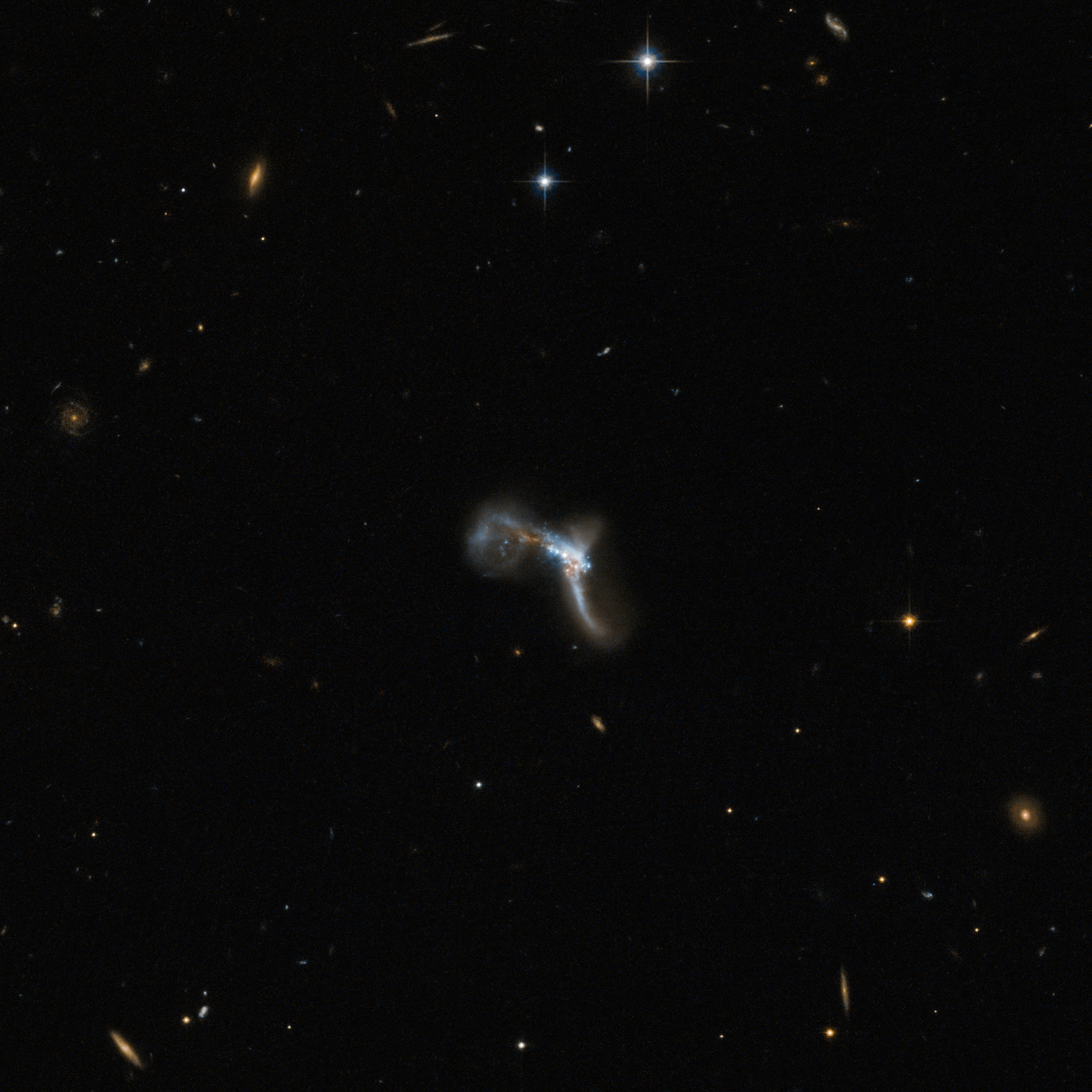
Південно-американська галактика, зображення телескопу Габбл
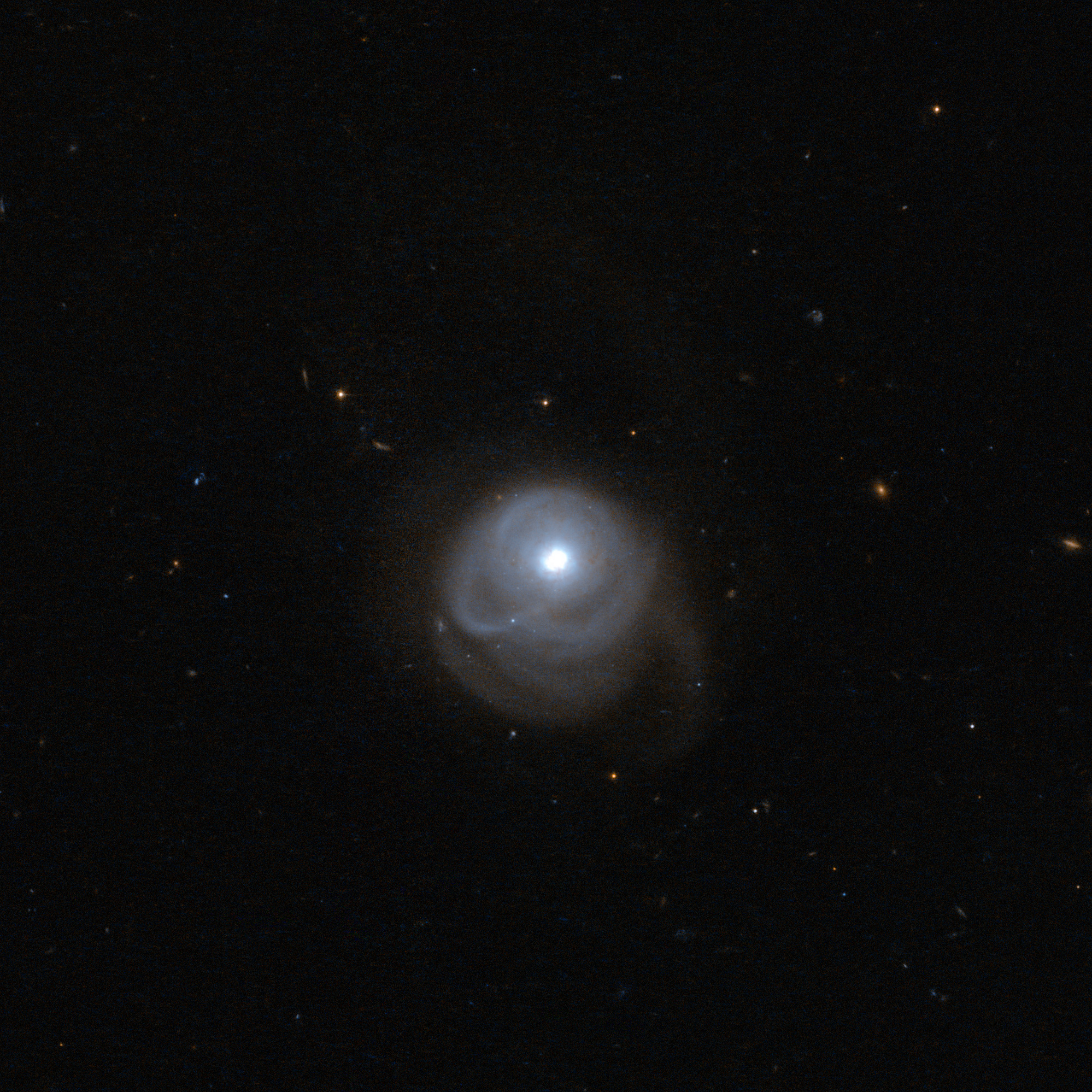
2MASX J05210136-2521450.
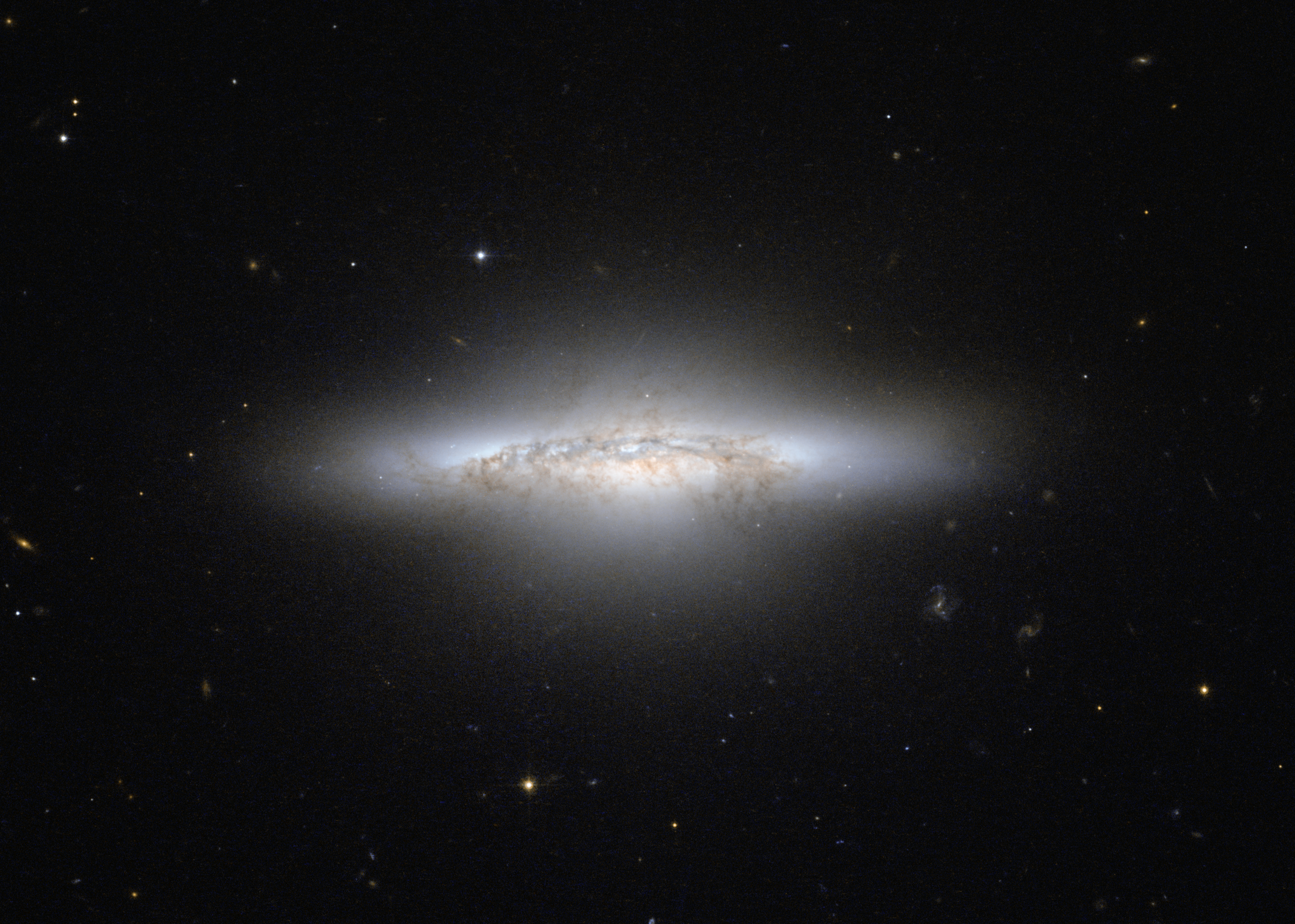
Яскрава інфрачервона галактика NGC 5010.
Надяскрава інфрачервона галактика IRAS 19297-0406
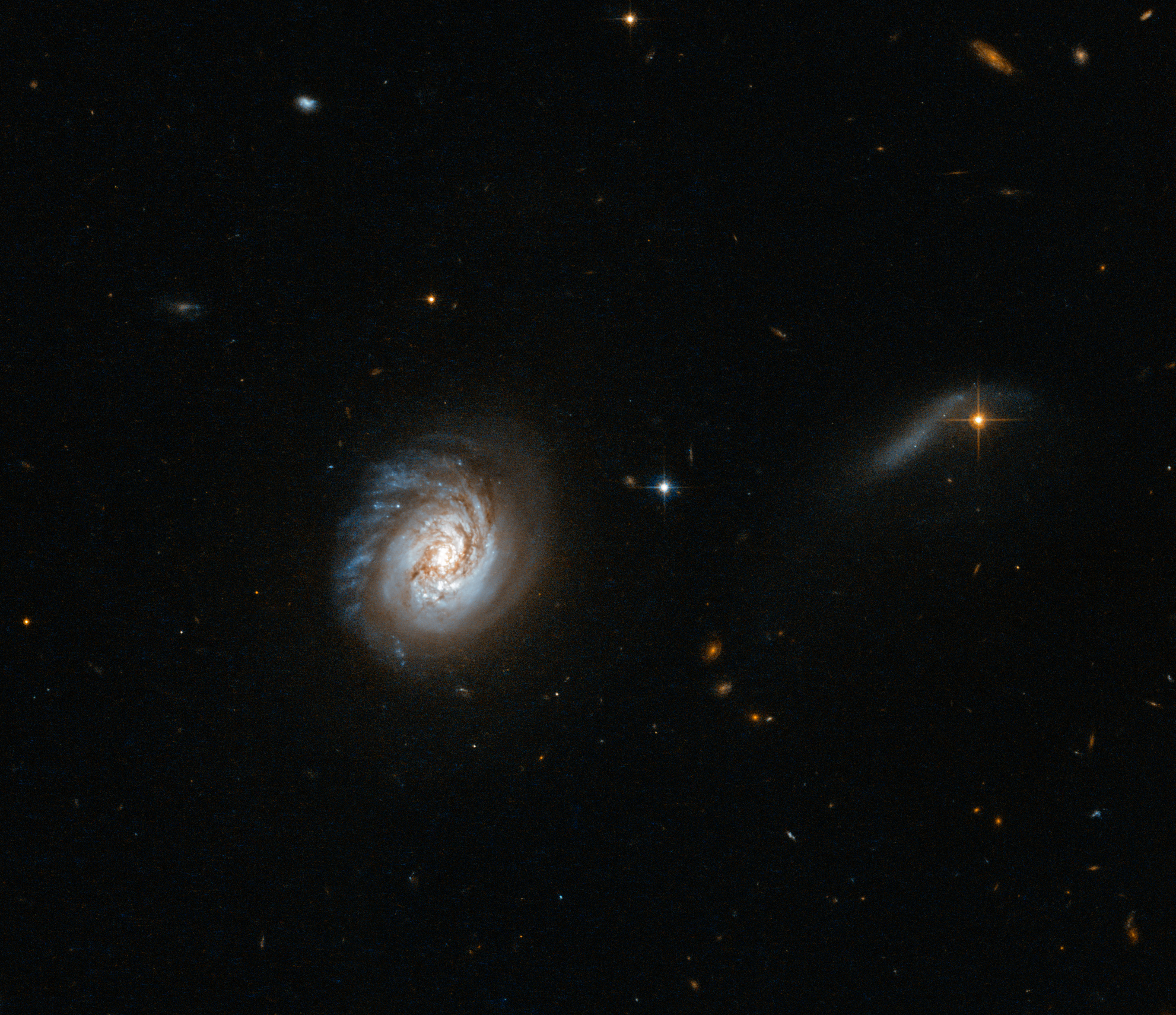
Яскрава інфрачервона галактика MCG-03-04-014